# Castet-Arrouy
Castet-Arrouy is een gemeente in het Franse departement Gers (regio Occitanie) en telt 171 inwoners (2004). De plaats maakt deel uit van het arrondissement Condom.

## Geografie
De oppervlakte van Castet-Arrouy bedraagt 8,3 km², de bevolkingsdichtheid is 20,6 inwoners per km².
De onderstaande kaart toont de ligging van Castet-Arrouy met de belangrijkste infrastructuur en aangrenzende gemeenten.

## Demografie
Onderstaande figuur toont het verloop van het inwonertal (bron: INSEE-tellingen).